# メンデフェラ
メンデフェラ（英語: Mendefera,ティグリニャ語: መንደፈራ）は、エリトリア・デブブ地方の州都でありメンデフェラ地区の行政府所在地でもある。人口28,492人（2005年）。首都アスマラから50km南方に位置する。1990年以前の旧称はアディ・ウグリ(英語: Adi Ugri）。アディ・ウグリ空港にその名が残されている。紀元前5世紀からのアクスム文明における重要都市である。1959年に多くの建造物が十字架やローマ帝国及びこの地方の貨幣とともに発掘された。墓所を含む多くの地域が未調査の状態で残されている。イタリア領東アフリカ時代にはセラエ分署（イタリア語: Commissariato del Seraè）管内の行政府所在地だった。北緯14度53分、東経38度49分。